# Ulica Szwedzka w Warszawie
Ulica Szwedzka – ulica w warszawskiej dzielnicy Praga-Północ.

## Historia
Ulica została przeprowadzona po 1861 jako jedna z ulic rozbudowującej się Nowej Pragi. W 1876 istniała już na odcinku do obecnej ul. Kowieńskiej; nosiła wtedy nazwę Górna. W 1889 (według innego źródła w 1891) wraz z Nową Pragą została włączona do Warszawy. Wtedy też zmieniono jej nazwę na Szwedzka, gdyż w Warszawie istniała już ulica Górna. Nowa nazwa mogła mieć związek ze znajdującym się na pobliskim Targówku piaszczystymi wzgórzami, na których w lipcu 1656, w czasie potopu szwedzkiego, stoczono bitwę pod Warszawą. Wzgórza te były nazywane przez miejscową ludność „górami szwedzkimi”.
W II połowie XIX wieku przy Szwedzkiej zaczęły powstawać zakłady przemysłowe, które zajęły prawie całą parzystą (wschodnią) stronę ulicy. Przyczyniła się do tego łatwość doprowadzenia tam bocznic kolejowych. W 1879 między ulicami Górną (Szwedzką), Nowopraską (późniejszą ul. Stalową) oraz torami kolei petersburskiej i obwodowej została uruchomiona Warszawska Fabryka Stali. W 1896 przy ulicy rozpoczęło działalność Towarzystwo Akcyjne Fabryki Produktów Chemicznych „Praga”, a w 1899 Towarzystwo Akcyjne Fabryki Lamp – Bracia Brünner, Hugo Schneider i R. Ditmar. W 1926 właścicielem „Pragi” został niemiecki koncern Schicht, który rozbudował zakład. W 1929 ten inwestor zakupił również nieruchomości należące do spółki Bracia Brünner, Hugo Schneider i R. Ditmar, stając w ten sposób właścicielem całego terenu od ul. Stalowej do ul. Letniej.
W latach 1934–1935 przy skrzyżowaniu ulic Stalowej i Szwedzkiej wzniesiono kościół Matki Bożej z Lourdes, a w latach 1985–1992, na sąsiedniej działce, nową świątynię pod tym samym wezwaniem (z wejściem od strony ul. Równej).
W listopadzie 1945 pod nrem 2/4 zainaugurował działalność teatr Comoedia. Następnie w tym samym miejscu działały kolejno: teatr Ludowy, Teatr Ziemi Mazowieckiej, Teatr Popularny i Teatr Szwedzka 2/4, który w 1994 został połączony z Teatrem Rozmaitości. Od 1999 budynek był wykorzystywany jako sala zgromadzeń (do 2004 roku) oraz sala królestwa przez Świadków Jehowy. W 2017 został zburzony.
We wrześniu 2019 oddano do użytku stację metra Szwedzka, znajdującą się przy ul. Strzeleckiej, po wschodniej stronie ul. Szwedzkiej.
Na posesjach nr 11 i 15 znajdują się kapliczki.

## Ważniejsze obiekty
- Kościół Matki Bożej z Lourdes
- Stacja metra Szwedzka
- Zespół dawnej Fabryki Lamp i Fabryki Produktów Chemicznych „Praga”
- Warszawska Piekarnia Mechaniczna
- Rogatka Bródnowska

## Obiekty nieistniejące
- Warszawska Fabryka Stali